# Dorrigo-Nationalpark

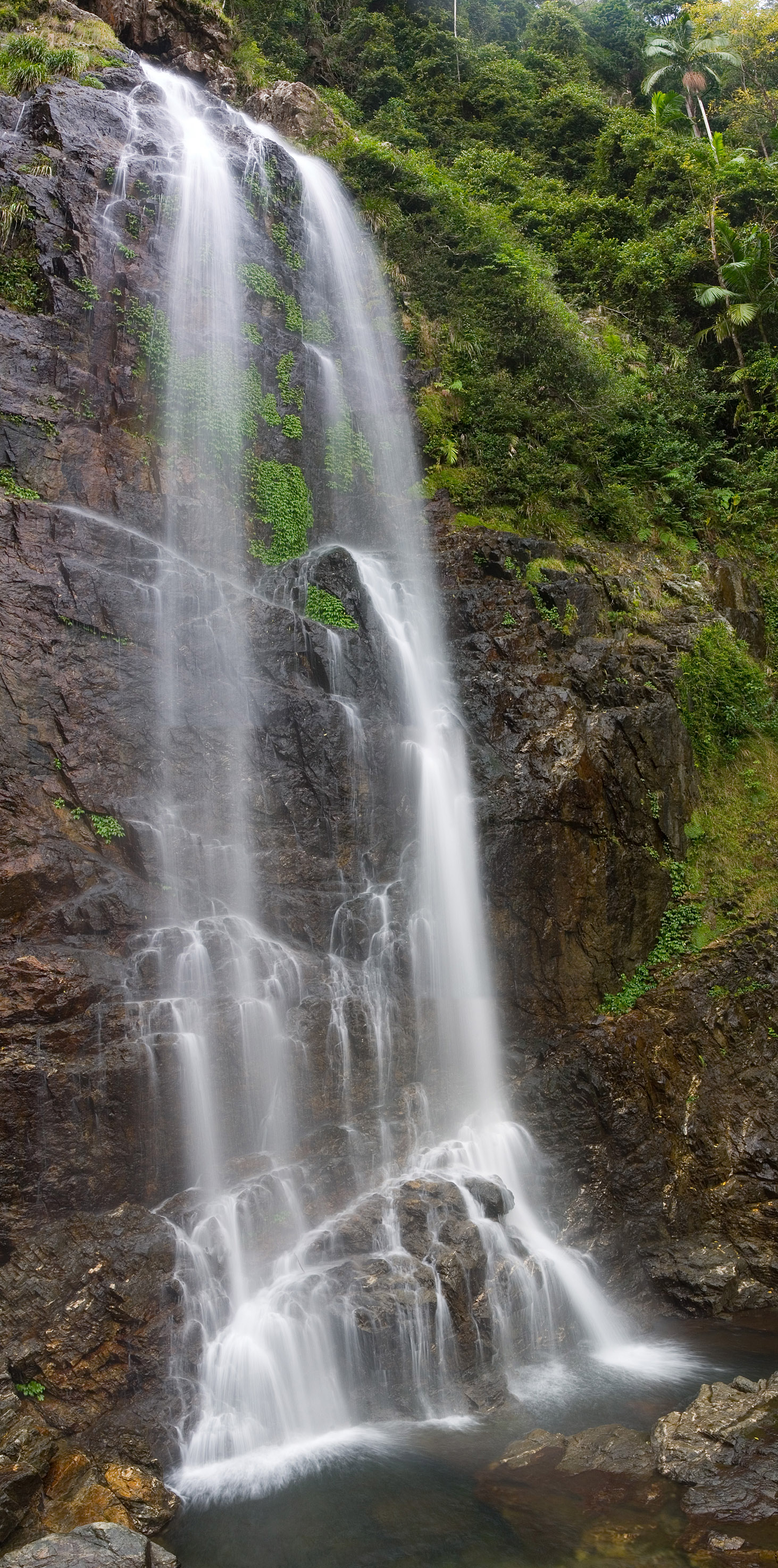
Die Cedar Falls im Dorrigo-Nationalpark

Der Dorrigo-Nationalpark ist ein Nationalpark im australischen Bundesstaat New South Wales, etwa 580 km nördlich von Sydney. Er liegt am Waterfall Way in der Great Dividing Range zwischen Armidale und Coffs Harbour zwei Kilometer östlich von Dorrigo.
Der Park wurde am 1. Oktober 1967 gegründet und erstreckt sich über eine Fläche von 119 km². Betreiber ist der New South Wales National Parks and Wildlife Service. Der Park ist Teil der Gondwana-Regenwälder Australiens, eines aus mehreren Schutzgebieten bestehenden, insgesamt 3665 km² großen von der UNESCO seit 1986 gelisteten Weltnaturerbes.
Im Park befindet sich der „Skywalk“, eine begehbare Plattform in und über den Baumkronen, von der aus Vogelbeobachtungen möglich sind.